# 1. deild Wysp Owczych (2004)
W roku 2004 na Wyspach Owczych odbył się 62. turniej 1. deild – pierwszej ligi tego archipelagu w piłce nożnej. Udział w niej wzięło 10 drużyn. Mistrzem ponownie, trzeci raz z rzędu i osiemnasty w swojej historii, stołeczny HB Tórshavn.

## Przebieg
Podobnie, jak obecnie, w roku 2004 udział w rozgrywkach brało 10 drużyn. Sytuacja ta utrzymuje się od roku 1988. Możliwość spadku do drugiej ligi istnieje od sezonu 1976. W 2004 rozgrywane były jeszcze baraże pomiędzy przedostatnią drużyną z ligi pierwszej i drugą z niższej ligi. Wtedy taki dwumecz musiała rozegrać drużyna ÍF Fuglafjørður, której udało się utrzymać w lidze pierwszej, po wygranej 5:2 (5:1, 0:1) z B71 Sandoy. Zespołem, który spadł był B68 Toftir.
Pierwsze dwa miejsca przypadły ponownie tym samym drużynom, co w poprzednim sezonie – HB Tórshavn (pierwsze) oraz B36 Tórshavn (drugie), trzecie miejsce zajął zaś klub Skála ÍF. Kolejne miejsce, czwarte zajął KÍ Klaksvík, awansując z piątego, następne zaś EB/Streymur z szóstego. Ostatnie trzy bezpieczne miejsca przypadły kolejno: NSÍ Runavík (szóste z czwartego), VB Vágur (siódme z ósmego) oraz GÍ Gøta (ósme z siódmego). Miejsce dziewiąte zajął świeżo awansowany ÍF Fuglafjørður, a dziesiąte, z trzeciego, B68 Toftir.
Królem strzelców został zawodnik EB/Streymur, Sonni Petersen, który zdobył 13 bramek.
Za zwycięstwo przyznawano trzy punkty. Zasadę tę wprowadzono w roku 1995.
Najlepsze zespoły dostały możliwość gry w europejskich pucharach. HB Tórshavn, za pierwsze miejsce, dostał się do I rundy kwalifikacyjnej Ligi Mistrzów UEFA 2005/06, gdzie w dwumeczu przegrał z litewskim FBK Kowno 8-2 (2-4, 0-4). Bramki dla Farerczyków strzelał Hans á Lag (29' i 66'). Kolejne dwa, B36 Tórshavn oraz NSÍ Runavík (za zwycięstwo w Pucharze Wysp Owczych) zagrały zaś w I rundzie kwalifikacyjnej Pucharu UEFA 2004/05, gdzie pierwszy z nich wygrał swój dwumecz z islandzkim Vestmannaeyja 3-2 (1-1, 2-1), by następnie ulec duńskiemu FC Midtjylland 3-4 (1-2, 2-2). Bramki dla Farerczyków strzelali: Bergur Midjord (7' pierwszego meczu, 59' drugiego i 3' czwartego), Allan Mørkøre (2' drugiego meczu i 85' czwartego) oraz Ingi Hojsted (79' trzeciego meczu). NSÍ Runavík zaś przegrał swój dwumecz z łotewskim Liepājas Metalurgs 0-6 (0-3, 0-3). Ostatnim zespołem, który zagrał w europejskich rozgrywkach był klub Skála ÍF, który z racji trzeciego miejsca wziął udział w Pucharze Intertoto 2005, gdzie przegrał dwumecz z fińskim Tampere United 0-3 (0-2, 0-1).

### Zespoły
W rozgrywkach wzięło udział 10 drużyn. Na miejscu FS Vágar pojawił się ÍF Fuglafjørður.
|    | Zespoły występujące w 1. deild 2003     | Zespoły występujące w 1. deild 2003 | Zespoły występujące w 1. deild 2003 | Zespoły występujące w 1. deild 2003 | Zespoły występujące w 1. deild 2003 |
|    | Klub                                    | Miasto                              | Stadion                             | Pojemność                           | Trener                              |
| -- | --------------------------------------- | ----------------------------------- | ----------------------------------- | ----------------------------------- | ----------------------------------- |
| 1  | B36 Tórshavn                            | Tórshavn                            | Gundadalur                          | 5 000                               | Jóannes Jakobsen                    |
| 2  | B68 Toftir                              | Toftir                              | Svangaskarð                         | 7 000                               | Petur Mohr Trygvi Mortensen         |
| 3  | EB/Streymur                             | Eiði/Streymnes                      | Við Margáir                         | 1 000                               | Piotr Krakowski                     |
| 4  | HB Tórshavn                             | Tórshavn                            | Gundadalur                          | 5 000                               | Heine Fernandez                     |
| 5  | GÍ Gøta                                 | Norðragøta                          | Serpugerði                          | 2 000                               | Krzysztof Popczyński                |
| 6  | KÍ Klaksvík                             | Klaksvík                            | Djúpumýri                           | 3 000                               | Ove Flindt Bjerg                    |
| 7  | NSÍ Runavík                             | Runavík                             | Við Løkin                           | 2 000                               | Jógvan Martin Olsen                 |
| 8  | Skála ÍF                                | Skáli                               | Mýruhjalla                          | 1 000                               | Jóhan Nielsen                       |
| 9  | VB Vágur                                | Vágur                               | Vesturi á Eiðinum                   | 3 000                               | Hans Nielsen                        |
|    | Zespół, który awansował z 2. deild 2003 |                                     |                                     |                                     |                                     |
| 10 | ÍF Fuglafjørður                         | Fuglafjørður                        | Fløtugerði                          | 3 000                               | Sigfríður Clementsen Petur Mohr     |

| B36 HB B68 NSÍ EB/Str GÍ KÍ Skála ÍF ÍF VB |

### Tabela ligowa
| Lp. | Drużyna         | M  | Z  | R | P  | Bramki | Bramki | Różn. | Pkt | Uwagi                                       |
| --- | --------------- | -- | -- | - | -- | ------ | ------ | ----- | --- | ------------------------------------------- |
| 1   | HB Tórshavn (M) | 18 | 12 | 5 | 1  | 47     | 18     | +29   | 41  | Liga Mistrzów UEFA • I runda kwalifikacyjna |
| 2   | B36 Tórshavn    | 18 | 10 | 4 | 4  | 37     | 21     | +16   | 34  | Puchar UEFA • I runda kwalifikacyjna        |
| 3   | Skála ÍF        | 18 | 9  | 3 | 6  | 32     | 23     | +9    | 30  | Puchar Intertoto • I runda                  |
| 4   | KÍ Klaksvík     | 19 | 6  | 8 | 5  | 25     | 24     | +1    | 26  |                                             |
| 5   | EB/Streymur     | 18 | 7  | 4 | 7  | 30     | 25     | +5    | 25  |                                             |
| 6   | NSÍ Runavík     | 18 | 7  | 4 | 7  | 28     | 25     | +3    | 25  | Puchar UEFA • I runda kwalifikacyjna1       |
| 7   | VB Vágur        | 18 | 7  | 4 | 7  | 27     | 24     | +3    | 25  |                                             |
| 8   | GÍ Gøta         | 18 | 6  | 5 | 7  | 31     | 35     | −4    | 23  |                                             |
| 9   | ÍF Fuglafjørður | 18 | 3  | 3 | 12 | 25     | 51     | −26   | 12  | Baraże o 1. deild                           |
| 10  | B68 Toftir (S)  | 18 | 2  | 2 | 14 | 19     | 55     | −36   | 8   | Spadek do 1. deild                          |

### Wyniki
W tamtym czasie na Wyspach Owczych rozgrywane były jeszcze po dwa mecze pomiędzy każdą parą drużyn – jeden wyjazdowy i jeden na własnym boisku.
| Gospodarz \ Gość | B36 | B68 | EBS | GÍ  | HB  | ÍF  | KÍ  | NSÍ | SKÁ | VB  |
| B36 Tórshavn     |     | 6:2 | 4:0 | 0:2 | 2:5 | 4:1 | 2:2 | 1:1 | 2:0 | 3:1 |
| B68 Toftir       | 0:2 |     | 2:4 | 0:2 | 0:5 | 2:0 | 1:1 | 0:5 | 0:4 | 1:3 |
| EB/Streymur      | 0:2 | 2:1 |     | 1:1 | 0:0 | 7:0 | 4:0 | 2:0 | 0:1 | 0:2 |
| GÍ Gøta          | 0:3 | 5:2 | 1:3 |     | 1:3 | 3:2 | 1:2 | 1:1 | 1:1 | 2:4 |
| HB Tórshavn      | 1:0 | 7:1 | 3:0 | 3:3 |     | 4:2 | 1:1 | 1:0 | 4:1 | 2:1 |
| ÍF Fuglafjørður  | 2:2 | 1:1 | 1:1 | 1:2 | 0:2 |     | 1:6 | 4:2 | 1:4 | 1:0 |
| KÍ Klaksvík      | 0:1 | 1:0 | 2:2 | 1:1 | 1:1 | 3:2 |     | 1:0 | 1:1 | 0:0 |
| NSÍ Runavík      | 1:2 | 3:2 | 1:0 | 2:1 | 2:2 | 1:2 | 3:1 |     | 2:0 | 1:1 |
| Skála ÍF         | 2:0 | 2:1 | 2:3 | 4:0 | 3:1 | 4:3 | 1:2 | 1:2 |     | 1:0 |
| VB Vágur         | 1:1 | 2:3 | 2:1 | 2:4 | 0:2 | 3:1 | 2:0 | 3:1 | 0:0 |     |

Aktualne na 7 maja 2010. Źródło: FaroeSoccer.com
Objaśnienia:
1Drużyna gospodarzy jest wymieniona po lewej stronie tabeli.
Kolory: zielony – zwycięstwo gospodarzy, żółty – remis, różowy – zwycięstwo gości.
Lider kolejka po kolejce

#### Baraże o 1. deild 2005
| 4 października 2004 | B71 Sandoy             | 1:0(1:0) | ÍF Fuglafjørður | Inni í Dal, Sandur Sędzia: Georg Rasmussen |
| 4 października 2004 | Clayton Nascimento 19' | 1:0(1:0) |                 | Inni í Dal, Sandur Sędzia: Georg Rasmussen |

| 6 października 2004 | ÍF Fuglafjørður                                                     | 5:1(1:0) | B71 Sandoy           | Fløtugerði, Fuglafjørður Sędzia: Lassin Isaksen |
| 6 października 2004 | Rúni Elttør 26' · Sylla Amed Davy 58' · Magni á Lakjuni 59' 85' 88' | 5:1(1:0) | 73' Hanus Clementsen | Fløtugerði, Fuglafjørður Sędzia: Lassin Isaksen |

Obie drużyny pozostały w swoich ligach.

### Strzelcy
Królem strzelców turnieju został zawodnik drużyny EB/Streymur Sonni Petersen, który strzelił 13 bramek.
| Miejsce | Kraj        | Zawodnik              | Klub            | Bramki |
| ------- | ----------- | --------------------- | --------------- | ------ |
| 1       | Wyspy Owcze | Sonni Petersen        | EB/Streymur     | 13     |
| 2       | Wyspy Owcze | Rógvi Jacobsen        | HB Tórshavn     | 12     |
| 2       | Wyspy Owcze | Súni Olsen            | GÍ Gøta         | 12     |
| 4       | Dania       | Jacob Bymar           | KÍ Klaksvík     | 9      |
| 4       | Wyspy Owcze | Jónhard Frederiksberg | Skála ÍF        | 9      |
| 6       | Dania       | Heine Fernandez       | HB Tórshavn     | 8      |
| 6       | Wyspy Owcze | Bogi Gregersen        | Skála ÍF        | 8      |
| 6       | Wyspy Owcze | John Petersen         | B36 Tórshavn    | 8      |
| 9       | Rumunia     | Sorin Anghel          | EB/Streymur     | 7      |
| 9       | Wyspy Owcze | Egil á Bø             | B36 Tórshavn    | 7      |
| 9       | Brazylia    | Anderson Cardena      | B68 Toftir      | 7      |
| 9       | Wyspy Owcze | Erling Fles           | KÍ Klaksvík     | 7      |
| 9       | Wyspy Owcze | Heðin á Lakjuni       | HB Tórshavn     | 7      |
| 9       | Wyspy Owcze | Høgni Zachariassen    | ÍF Fuglafjørður | 7      |
| 15      | Polska      | Krzysztof Popczyński  | GÍ Gøta         | 6      |
|         |             | ...                   |                 |        |

## Sędziowie
| Kraj        | Sędzia               | Mecze |
| ----------- | -------------------- | ----- |
| Wyspy Owcze | Oddmar Andreasen     | 10    |
| Wyspy Owcze | Páll Augustinussen   | 10    |
| Wyspy Owcze | Jens Petur Brattalíð | 3     |
| Wyspy Owcze | Lassin Isaksen       | 12    |
| Wyspy Owcze | Sune Johansen        | 9     |
| Wyspy Owcze | Dagfinn Olsen        | 11    |
| Wyspy Owcze | Eiler Rasmussen      | 12    |
| Wyspy Owcze | Georg Rasmussen      | 6     |
| Wyspy Owcze | Petur Reinert        | 1     |
| Wyspy Owcze | Petur Skarðenni      | 8     |
| Wyspy Owcze | Birgir Sondum        | 10    |

## Statystyki
- Podczas 18 kolejek 1. deild 2004 (92 mecze – 90 + 2 baraże) piłkarze zdobyli 308 bramek (średnio: 17,1/kolejkę, 3,35/mecz).
  - W tym 5 samobójczych (ok. 1,6% wszystkich strzelonych).
- Najwięcej goli padło w meczach drużyny ÍF Fuglafjørður – 76 (4,2/mecz).
- Najmniej goli padło w meczach drużyny KÍ Klaksvík – 49 (2,3/mecz).
- Pierwszy gol samobójczy padł w meczu 1. kolejki, 25 kwietnia 2004, podczas meczu B36 Tórshavn – EB/Streymur. Autorem był gracz gości Sorin Anghel.
- Po jednej bramce samobójczej zdobyły drużyny: B36 Tórshavn, B68 Toftir, EB/Streymur, KÍ Klaksvík oraz NSÍ Runavík.
- Największa liczba goli (8) padła w spotkaniach:
  - HB Tórshavn – B68 Toftir 7:1 (5. kolejka, 29 maja 2004) oraz
  - B36 Tórshavn – B68 Toftir 6:2 (18. kolejka, 2 października 2004).
- Najmniejsza liczba goli (0) padła w trzech spotkaniach (ok. 3,3% wszystkich spotkań).
- Meczem, który zakończył się największa różnicą bramek było spotkanie 6. kolejki, 6 czerwca 2004, EB/Streymur – ÍF Fuglafjørður, zakończone wynikiem 7:0. Było to też największe zwycięstwo na własnym stadionie.
- Największym zwycięstwem na wyjeździe były mecze:
  - ÍF Fuglafjørður – KÍ Klaksvík 1:6 (9. kolejka, 27 czerwca 2004),
  - B68 Toftir – NSÍ Runavík 0:5 (12. kolejka, 15 sierpnia 2004) oraz
  - B68 Toftir – HB Tórshavn 0:5 (14. kolejka, 29 sierpnia 2004).
- Pierwszego gola z rzutu karnego zdobył zawodnik ÍF Fuglafjørður Magni á Lakjuni w 37. minucie meczu 2. kolejki, 2 maja 2004 w meczu przeciwko NSÍ Runavík zakończonego wynikiem 4:2.
- Pierwszą czerwoną kartkę w turnieju dostał zawodnik EB/Streymur, Andrzej Pacek w 26. minucie spotkania 2. kolejki, 2 maja 2004.